# Joachim Kormann
Joachim Kormann (* 17. April 1942; † 21. Oktober 2013) war ein deutscher Verwaltungsjurist.

## Leben
Kormann promovierte 1975 am Fachbereich Rechtswissenschaften der Universität Erlangen-Nürnberg. Er übernahm danach vielfältige Positionen in der bayerischen Wirtschaftsverwaltung. Er war Ministerialdirektor im Bayerischen Staatsministerium für Wirtschaft und Verkehr und 15 Jahre Vorsitzender des Beirats der Günther Rid Stiftung für den bayerischen Einzelhandel.